# Caspiobdella tuberculata
Caspiobdella tuberculata är en ringmaskart som beskrevs av Epshtein 1966. Caspiobdella tuberculata ingår i släktet Caspiobdella och familjen fiskiglar. Inga underarter finns listade i Catalogue of Life.